# Oleg Vlagyimirovics Polunyin
Oleg Vladimirovich Polunin (Reading, 1914. november 28. – Godalming, Surrey, 1985. július 2.) angol botanikus, tanár, utazó  és fotográfus.

## Életrajza
1914-ben novemberében született Angliában. Apja orosz származású, anyja angol volt.
A Saint Paul's Schoolban, majd az oxfordi Magdalen College-ban tanult és szerzett diplomát. Ezt követően 34 éven át a Charterhouse School botanikatanára volt.  
Hosszú nyári szünetek alatt beutazta csaknem egész Európát, Kisázsiát, eljutott Nyugat- és Belső-Ázsiába is.
1949 és 1952 között Nepálban, 1954-től 1956-ig Törökországban kutatott.
1960-ban bejárta a Karakoram-hegység-et és Pakisztánt, majd Kasmírt,  Irakot és Libanont.
Rendszeresen tartott előadásokat és vállalt vezetést görögországi túrákon.
Utazásai alkalmával hatalmas anyagot gyűjtött össze, több új fajt is felfedezett. Utazásai során összegyűjtött anyagot fotóival illusztrált könyvekben adta közre. Népszerű és hiteles műveit Európa és a Himalája növényvilágáról írta.
Első színes fotókkal illusztrált könyve 1965-ben Anthony Huxley társszerzőségével együtt jelent meg a Mediterránum virágai címmel, melyet több mű követett. Ez volt egyik legismertebb munkája is, melynek klasszikus szövege nemcsak a botanikusok körében volt népszerű. 
A könyvek írása és az utazások azonban egyre több időt igényeltek, ezért már korán, 58 évesen 1972-ben kérte nyugdíjazását.
Könyvei népszerűségének, sikerének titka a kitűnő, művészi fotókban, szakmai pontosságra és közérthetőségre törekvő tanári szemlélet szerencsés ötvöződésében rejlett.
Munkássága elismeréseként Linnean Society- és H. H. Bloomer-díjat kapott (1983).

## Művei
- Mediterráneum virágai (Flowers of the Mediteranean) 1965.
- Európa virágai (Flowers of Europe) 1969.
- Válogatás Európa virágaiból (Concise flowers of Europe) 1972.
- Délnyugat-európai virágok (Flowers of South-West Europe) (B.E.Smythies közrem.)
- Európa fái és bokrai (Trees and bushes of Europe)

## Fordítás
- Ez a szócikk részben vagy egészben  az   Oleg_Polunin című angol Wikipédia-szócikk fordításán alapul.  Az eredeti cikk szerkesztőit annak laptörténete sorolja fel. Ez a jelzés csupán a megfogalmazás eredetét és a szerzői jogokat jelzi, nem szolgál a cikkben szereplő információk forrásmegjelöléseként.